# Ryōhei Koba
Ryōhei Koba (木場 良平, Koba Ryōhei), né le 13 décembre 1962, est un tireur sportif japonais.

## Carrière
Ryohei Koba participe aux Jeux olympiques d'été de 1992 à Barcelone où il remporte la médaille de bronze dans l'épreuve de la carabine 50 mètres trois positions.